# ZEHST

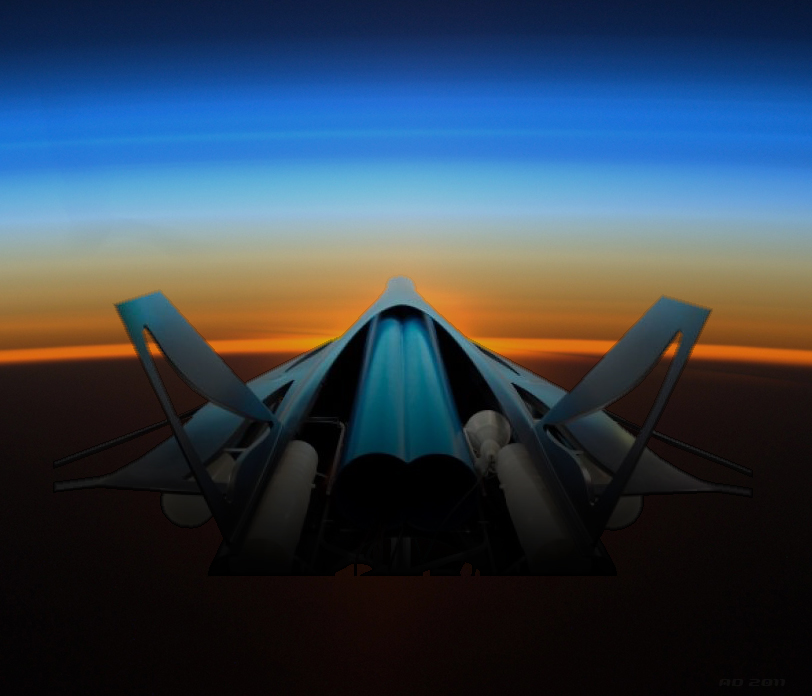
Concept d'avion ZEHST.

Le ZEHST (anglais : Zero Emission Hyper Sonic Transportation) est un projet d'avion supersonique de la société EADS. Il a été annoncé 18 juin 2011 au salon international de l'aéronautique et de l'espace de Paris-Le Bourget.

## Présentation
Le ZEHST est un avion supersonique capable d'aller jusqu'à mach 4 (soit presque hypersonique) en volant à 32 km au-dessus du sol et de transporter de 60 à 100 personnes. Le trajet Paris-Tokyo serait effectué en 2h30 et Paris-New York en 1h30. Les concepteurs tablent sur un prix du billet qui devrait dépasser les 8 000 euros aller-retour, ce qui correspond au prix pratiqué à son époque par le Concorde.
Le ZEHST comporte trois système de propulsion distincts. Il décolle et atterrit grâce à deux turboréacteurs classiques fonctionnant avec des algocarburants, et sera propulsé dans la stratosphère par des moteurs-fusées à ergols liquides (hydrogène + oxygène). Deux statoréacteurs prennent ensuite le relais pour le vol de croisière. Le ZEHST utilise donc des technologies qui sont dès aujourd'hui disponibles. 
En 2011, on estimait qu'un prototype sans pilote aurait pu être testé vers 2020, avec le soutien financier de la commission européenne du fait de l'excellent bilan carbone de cet avion[évasif] (utilisation d'algocarburants et d'hydrogène). Toutefois la production de l'ergol, selon l'énergie utilisée, peut être une source importante d'émissions de CO2. Le terme "zéro émission" doit donc être nuancé selon que l'on considère les émissions lors de l'utilisation ou le bilan carbone, celui-ci pouvant se révéler moins favorable par passager que pour un avion classique. Le premier vol avec pilote pourrait avoir lieu vers 2030 et le premier vol commercial vers 2050. En date de 2025, rien de concret concernant ce projet n'a été réalisé.

#### Aéronefs comparables
- Concorde
- Reaction Engines A2